# Dora Carrington

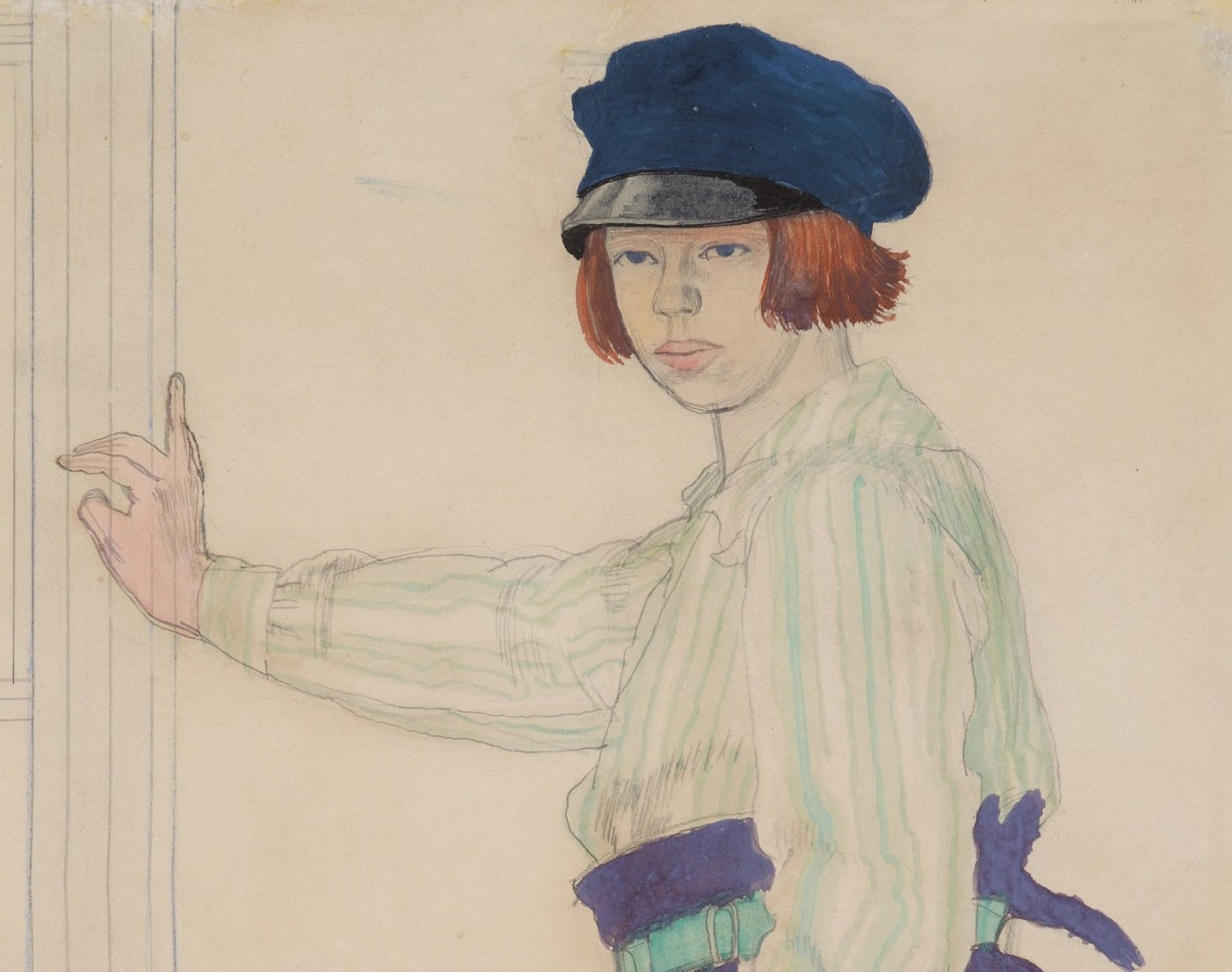
Dora Carrington: Selbstporträt (Bleistift, Aquarell, Gouache und Kreide auf Papier), um 1913

Dora de Houghton Carrington (* 29. März 1893 in Hereford, Herefordshire; † 11. März 1932 in Newbury, Berkshire) war eine britische Malerin.

## Leben
Dora de Houghton Carrington wurde 1893 in Hereford als Tochter von Samuel Carrington, einem Eisenbahningenieur, und dessen Frau Charlotte geboren. Ab 1902 besuchte sie die Bedford High School for Girls, bevor sie 1910 ein Stipendium für die Slade School of Fine Art in London erhielt, wo sie bis 1914 studierte. Zu ihren Kommilitonen zählten Künstler wie Mark Gertler, Paul Nash, Christopher Nevinson und Stanley Spencer. In dieser Zeit schnitt sie sich die Haare kurz und begann, sich mit dem Nachnamen „Carrington“ anreden zu lassen, da sie „Dora“ als zu gewöhnlich empfand.

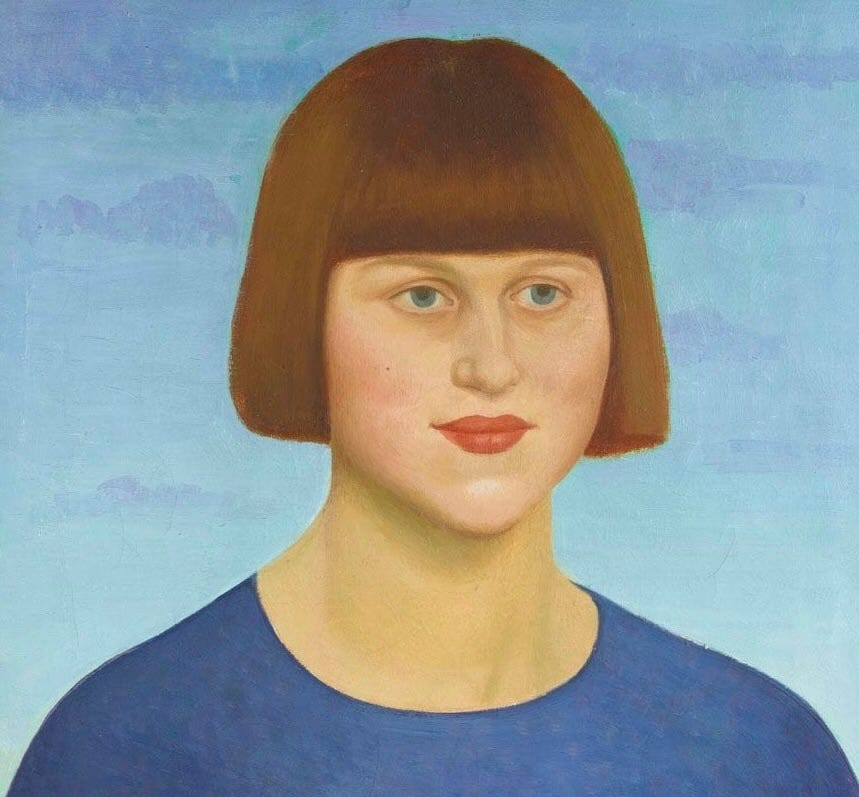
Mark Gertler: Girl in a Blue Jersey (Dora Carrington), 1912. Huntington Art Gallery

1915 traf Carrington den Schriftsteller Lytton Strachey, der trotz seiner Homosexualität eine zentrale Rolle in ihrem Leben einnahm. Die beiden lebten zeitweise gemeinsam in Tidmarsh Mill und später in Ham Spray House, zusammen mit Ralph Partridge, den Carrington 1921 heiratete. Ihre Beziehung zu Strachey war emotional und intensiv, aber nicht sexuell. Carrington hatte zudem romantische Beziehungen zu Männern und Frauen, darunter der Schriftsteller Gerald Brenan und die Amerikanerin Henrietta Bingham. Im Januar 1932 starb  Lytton Strachey  an Krebs. Dora Carrington verübte zwei Monate später Suizid mit einer Schrotflinte, nachdem ihr erster Selbstmordversuch mit Autoabgasen misslungen war.

## Werk
Carrington war Malerin, Zeichnerin und Kunstgewerblerin. Ihr Werk umfasst Porträts, Landschaften, Interieurs, Buchillustrationen und dekorative Malerei. Zu ihren wichtigsten Werken zählen das Gemälde „Farm at Watendlath“ (1921) und mehrere Porträts aus dem Bloomsbury-Kreis. Ihre künstlerische Entwicklung stand unter dem Einfluss der Präraffaeliten und des Post-Impressionismus. Obwohl sie zu Lebzeiten nur wenige Ausstellungen hatte, wurde ihr Stil als individuell, gemäßigt modernistisch und detailverliebt beschrieben. Sie arbeitete auch für die Omega Workshops und die Hogarth Press von Leonard und Virginia Woolf. Carrington signierte ihre Werke selten und war nie an einer Karriere im traditionellen Kunstbetrieb interessiert, was dazu beitrug, dass sie lange Zeit relativ unbekannt blieb.

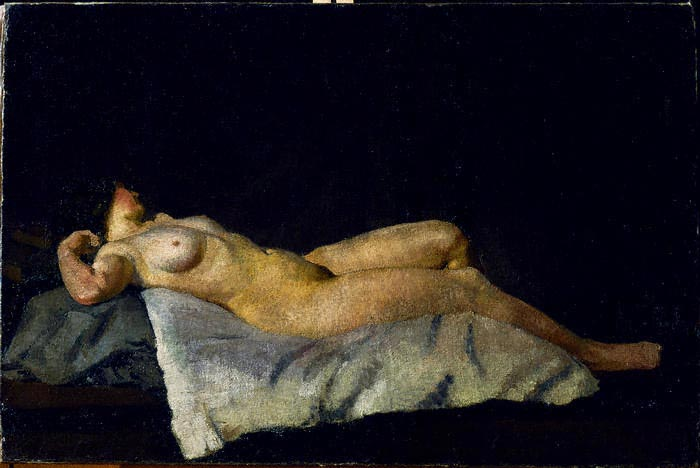
Studie einer Frau, um 1912
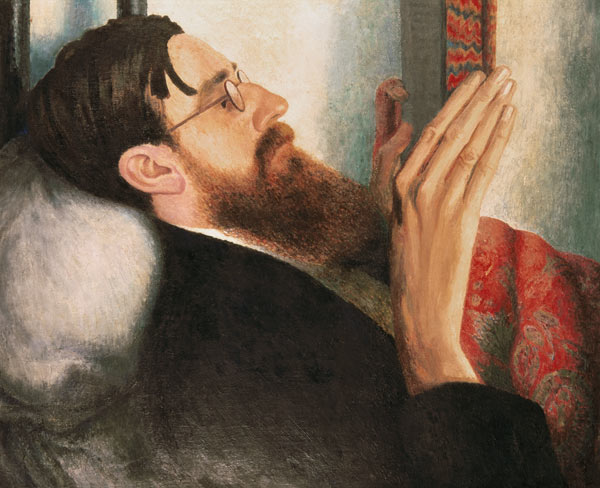
Lytton Strachey (1880–1932), um 1916
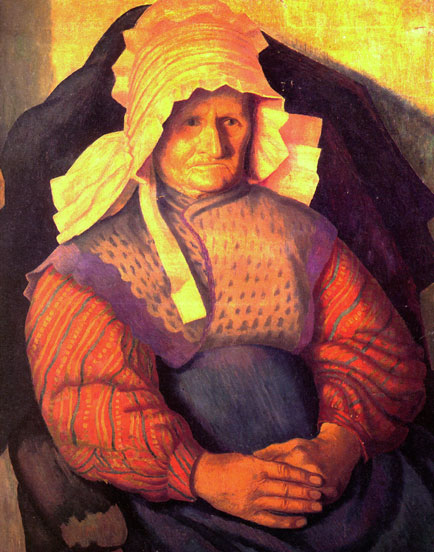
Mrs. Box, um 1919
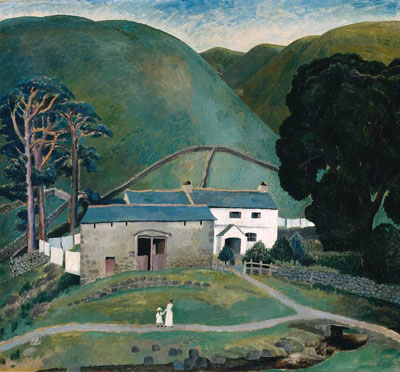
Farm von Watendlath, um 1921
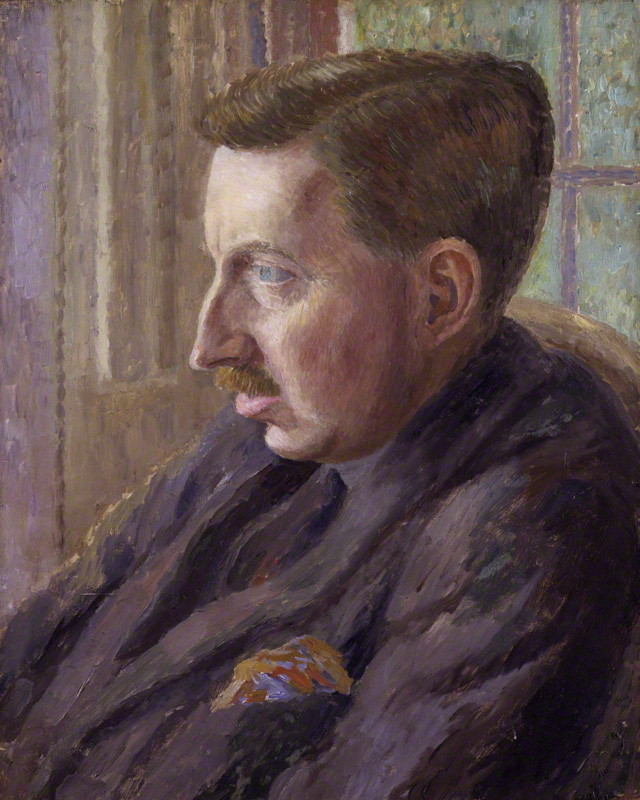
E. M. Forster, 1924/1925
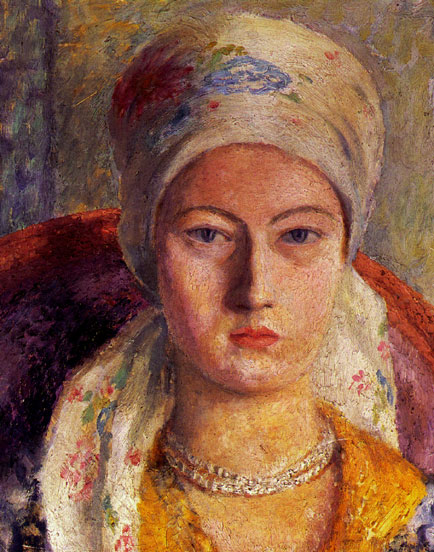
Dora Carrington: Porträt von Julia Strachey, Lytton Stracheys Nichte, 1925

## Film
- Carrington,[2] Großbritannien 1995, 121 min, Buch und Regie: Christopher Hampton; unter diesem Titel wurde die Dreiecksbeziehung zwischen Dora Carrington, Ralph Partridge und Lytton Strachey und mit Emma Thompson (Carrington), Steven Waddington (Partridge) und Jonathan Pryce (Strachey) in den Hauptrollen verfilmt